# Zoltán Szita
Zoltán Szita (ur. 10 lutego 1998 w Veszprémie) – węgierski piłkarz ręczny, lewy rozgrywający, od 2019 zawodnik Wisły Płock.

## Kariera sportowa
Wychowanek Veszprém. W węgierskiej ekstraklasie zadebiutował 2 maja 2016 w wygranym meczu z Váci KSE (33:21) – był to jego jedyny ligowy występ w sezonie 2015/2016 (zaliczył ponadto dwa spotkania w Lidze SEHA). W sezonie 2016/2017 rozegrał w lidze osiem meczów i zdobył 16 goli. W latach 2017–2019 przebywał na wypożyczeniu w Balatonfüredi KSE. Będąc zawodnikiem tego zespołu, zaczął regularnie grać i rzucać bramki w węgierskiej ekstraklasie – w ciągu dwóch sezonów wystąpił w 47 spotkaniach, w których zdobył 170 goli. Ponadto w sezonach 2017/2018 i 2018/2019 rozegrał w Pucharze EHF dziewięć meczów i rzucił 39 bramek.
W 2019 przeszedł do Wisły Płock, z którą podpisał dwuletni kontrakt.
W 2016 wraz z reprezentacją Węgier U-18 uczestniczył w mistrzostwach Europy U-18 dywizji B w Bułgarii (1. miejsce), w których w pięciu meczach rzucił 22 bramki. W 2017 wziął udział w mistrzostwach świata U-21 w Algierii, podczas których rozegrał dziewięć spotkań i zdobył 10 goli. W 2018 uczestniczył w mistrzostwach Europy U-20 w Słowenii, w których rozegrał siedem meczów i rzucił 19 bramek (skuteczność: 49%) oraz miał dziewięć asyst.
W kadrze Węgier zadebiutował w 2017. W 2019 uczestniczył w mistrzostwach świata w Niemczech i Danii, w których rozegrał trzy mecze i rzucił pięć bramek.

## Sukcesy
Veszprém
- Liga SEHA: 2015/2016
- Mistrzostwo Węgier: 2015/2016, 2016/2017

Reprezentacja Węgier U-18
- Mistrzostwo Europy U-18 dywizji B: 2016

## Statystyki
| Klub                            | Sezon     | Liga  | Liga | Liga | Liga |   | Puchar kraju | Puchar kraju | Puchar kraju |    | EHF | EHF | EHF |     | Liga SEHA | Liga SEHA | Liga SEHA |  | Razem | Razem | Razem |
| Klub                            | Sezon     | Liga  | M    | B    | Śr.  | M | B            | Śr.          | M            | B  | Śr. | M   | B   | Śr. | M         | B         | Śr.       |  |       |       |       |
| ------------------------------- | --------- | ----- | ---- | ---- | ---- | - | ------------ | ------------ | ------------ | -- | --- | --- | --- | --- | --------- | --------- | --------- |  | ----- | ----- | ----- |
| Veszprém                        | 2015/2016 | NB I  | 1    | 0    | 0    | 0 | 0            | 0            | 0            | 0  | 0   | 2   | 2   | 1   | 3         | 2         | 0,7       |  |       |       |       |
| Veszprém                        | 2016/2017 | NB I  | 8    | 16   | 2    | 0 | 0            | 0            | 0            | 0  | 0   | 1   | 3   | 3   | 9         | 19        | 2,1       |  |       |       |       |
| Razem                           | Razem     | Razem | 9    | 16   | 1,8  | 0 | 0            | 0            | 0            | 0  | 0   | 3   | 5   | 1,7 | 12        | 21        | 1,8       |  |       |       |       |
| Balatonfüredi KSE               | 2017/2018 | NB I  | 23   | 85   | 3,7  | 4 | 9            | 2,3          | 3            | 10 | 3,3 | –   | –   | –   | 30        | 104       | 3,5       |  |       |       |       |
| Balatonfüredi KSE               | 2018/2019 | NB I  | 24   | 85   | 3,5  | 4 | 17           | 4,3          | 6            | 29 | 4,8 | –   | –   | –   | 34        | 131       | 3,9       |  |       |       |       |
| Razem                           | Razem     | Razem | 47   | 170  | 3,6  | 8 | 26           | 3,3          | 9            | 39 | 4,3 | –   | –   | –   | 64        | 235       | 3,7       |  |       |       |       |
| Stan na koniec sezonu 2018/2019 |           |       |      |      |      |   |              |              |              |    |     |     |     |     |           |           |           |  |       |       |       |